# Ivna Marra
Pour les articles homonymes, voir Marra.
Ivna Franco Marra Colombo do Nascimento est une joueuse brésilienne de volley-ball née le 25 janvier 1990 à Coromandel (Minas Gerais). Elle mesure 1,84 m et joue au poste de réceptionneuse-attaquante. 

## Clubs
| Club                     | De        | À         |
| ------------------------ | --------- | --------- |
| Sesi Esporte/Uberlândia  | 2005-2006 | 2006-2007 |
| Minas Tênis Clube        | 2007-2008 | 2009-2010 |
| Esporte Clube Pinheiros  | 2010-2011 | 2010-2011 |
| Grêmio de Vôlei Osasco   | 2011-2012 | 2012-2013 |
| Sesi-SP                  | 2013-2014 | 2013-2014 |
| Osasco Voleibol Clube    | 2014-2015 | 2015-2016 |
| ES Le Cannet             | 2016-2017 | 2016-2017 |
| Esporte Clube Pinheiros  | 2017-2018 | 2017-2018 |
| Vôlei Balneário Camboriú | 2018-2019 | 2018-2019 |
| Victorina Himeji         | 2019-2020 | …         |

## Palmarès

### Équipe nationale
- Championnat d'Amérique du Sud  des moins de 20 ans
  - Vainqueur : 2008.

### Clubs
- Championnat du monde des clubs
  - Vainqueur : 2012.
- Championnat sud-américain des clubs
  - Vainqueur : 2011, 2012, 2014.
  - Finaliste : 2015.
- Championnat du Brésil
  - Vainqueur : 2012.
  - Finaliste : 2013, 2014, 2015.
- Coupe du Brésil
  - Finaliste : 2014.

### Distinctions individuelles
- Championnat d'Amérique du Sud féminin de volley-ball des moins de 20 ans 2008:Meilleure réceptionneuse et MVP.
- Championnat sud-américain des clubs de volley-ball féminin 2011: Meilleure attaquante.
- Championnat sud-américain des clubs de volley-ball féminin 2014: Meilleure attaquante.